# Hexa colors
『ケータイ少女 ボーカルアルバム Hexa colors』（ケータイしょうじょ ボーカルアルバム ヘキサカラーズ）は、Webアニメ『ケータイ少女』のキャラクターソングが収録されたアルバムである。2007年7月11日にLantisから発売された。

## 収録曲
1. 駆け足Diary [3:35]
歌：美島いちる（小清水亜美）
作詞・作曲・編曲：橋本由香利
2. smile feeling!! [3:15]
歌：後刀美弥（植田佳奈）
作詞：micco、作曲：藤末樹、編曲：菊池達也
3. 空色ユウキ [3:32]
歌：藤宮桃香（名塚佳織）
作詞：羽月美久、作曲：田村信二、編曲：近藤功教
4. あした。 [4:14]
歌：巴沙代（高橋美佳子）
作詞・作曲：ゆうまお、編曲：渡邉美佳
5. 花風 -The flower which is embraced for wind- [4:37]
歌：山田綾乃（佐藤利奈）
作詞：RUCCA、作曲：大川茂伸、編曲：大川茂伸、酒井陽一
6. 恋速ジェット -rin version- [3:50]
歌：リン（寺田はるひ）
作詞：rino、作曲：大川茂伸、編曲：大久保薫
7. 恋も真剣勝負ジャン! [3:17]
歌：美島いちる（小清水亜美）、後刀美弥（植田佳奈）
作詞：ケンケン、作曲・編曲：来兎、ミキサー：Ballet Mecanique
  - ボーナストラック（ゲーム「ケータイ少女-麻雀スピリッツ-」イメージソング）